# Gnipahellir

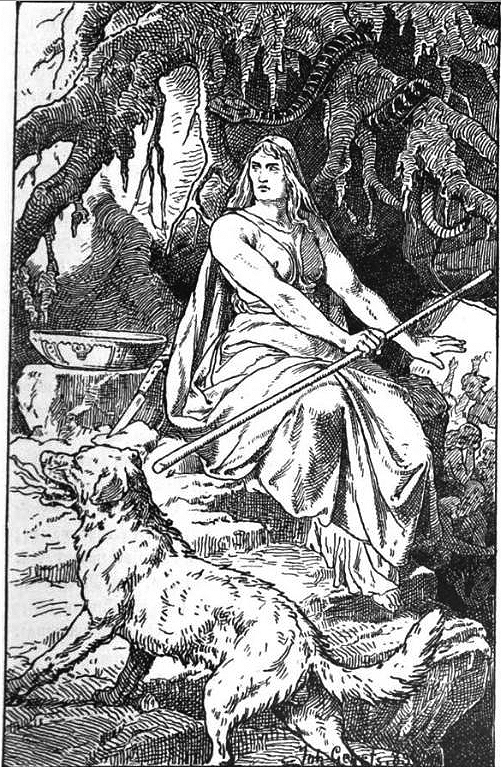
Hela dentro de la cueva.

En la Mitología nórdica, Gnipahellir (cueva en la cima de la montaña) es una cueva imponente donde Garm, el sabueso que vigila las puertas de Helheim, está encadenado hasta el inicio del Ragnarök.